# カナリークサヨシ
カナリークサヨシ（加那利草葦、学名Phalaris canariensis）はカナリーグラスとも呼ばれる、イネ科クサヨシ属に分類される一年草。種子は飼鳥家の間ではカナリーシードの名で知られる。
稀に空き地で見られることがある。

## 分布
アフリカ大陸北縁、ヨーロッパ南縁といった地中海沿岸域を原産とする。和名、学名ともにカナリア諸島特産と思われる名が付いているが、これは別の理由からで固有種ではない。もっとも、同諸島も原産地の一部であるため自然分布はしている。
原産地以外に、栽培されたものが世界各地で逸出し帰化植物となっている。日本では江戸時代にカナリアのエサ用として渡来したものが野外に逸出したと考えられている。

## 特徴
道端などに見られる典型的な雑草で、乾いた地を好む。
草丈約0.6-1.8mほどになり、基部から2-6本の茎が分岐する。葉の形状は先細で長さが8.9-25.4cm、幅が0.6-1.9cm程度。柔らかくて両面とも無毛であり、長さ8mmほどの葉舌を伴う。
春から夏にかけて茎頂に円錐花序を一本のみ付ける。花序の全長は7.6-40.6cmだが3-16程度に分岐し、各分岐の長さは1.2-3.8cm程度である。包頴（ほうえい）は白緑色で、中脈が濃い緑色となる。

## 近縁種
- ヒメカナリークサヨシ Phalaris minor Retz.

本種に酷似し、専門家でも見分けが難しい。
- クサヨシ Phalaris arundinacea L.

穂は細長く、水辺に生えるので、性質も見てくれもかなり異なる。見かけはむしろヨシに似る。

## 人間との関係
種子は光沢のある茶色で、蛋白質、脂肪分を多く含む。名のカナリーはこの種子がカナリアのエサに供されてきた歴史に由来し、現在もその名に違わず種子がカナリアを代表とする愛玩鳥フィンチの飼料にもっぱら使用される。フィンチ飼料用に用いられる種子の主生産国はカナダで、全世界の消費量のうちほぼ八割が同国で生産されており、さらにその八割が同国サスカチュワン州の産となっている。
本種の種子には特に脂肪分が他の穀物に比較して格段に多く含まれるため、フィンチの種や個体の嗜好によってはこの種子を非常に好むものがある。しかし本種の種子のみをエサとして使用すると、多くの場合小鳥が脂肪過多症を起し落鳥につながる。これとは別に小鳥用のエサとしては価格が高くなりすぎるといった商業上の理由もあるので、通常はアワ、ヒエ、キビと混ぜられた状態で販売される。これを四種混合という。
その他カナリア諸島、イタリア、および北アフリカでは雑穀として食用にもされることがあるが、それ以外の地域で食用にされることはまずない。しかし本種の種子に含まれる脂肪分には84%の割合で不飽和脂肪酸が含まれるため、将来的にはマーガリン原料といった人工脂肪への活用が期待されている。
また種子から工業的に精製されたデンプンが綿織物や絹製品の仕上げに使われる。このデンプンも化粧品などへの応用が期待されている。

## 化学
本種は、ジメチルトリプタミン (DMT) やグラミンを含む。